# Syndipnus gaspesianus
Syndipnus gaspesianus är en stekelart som först beskrevs av Léon Abel Provancher 1879.  Syndipnus gaspesianus ingår i släktet Syndipnus och familjen brokparasitsteklar. Inga underarter finns listade i Catalogue of Life.